# Sers (Hautes-Pyrénées)
Sers is een gemeente in het Franse departement Hautes-Pyrénées (regio Occitanie) en telt 85 inwoners (2009). De plaats maakt deel uit van het arrondissement Argelès-Gazost.

## Geografie
De oppervlakte van Sers bedraagt 34,7 km², de bevolkingsdichtheid is dus 2,4 inwoners per km².

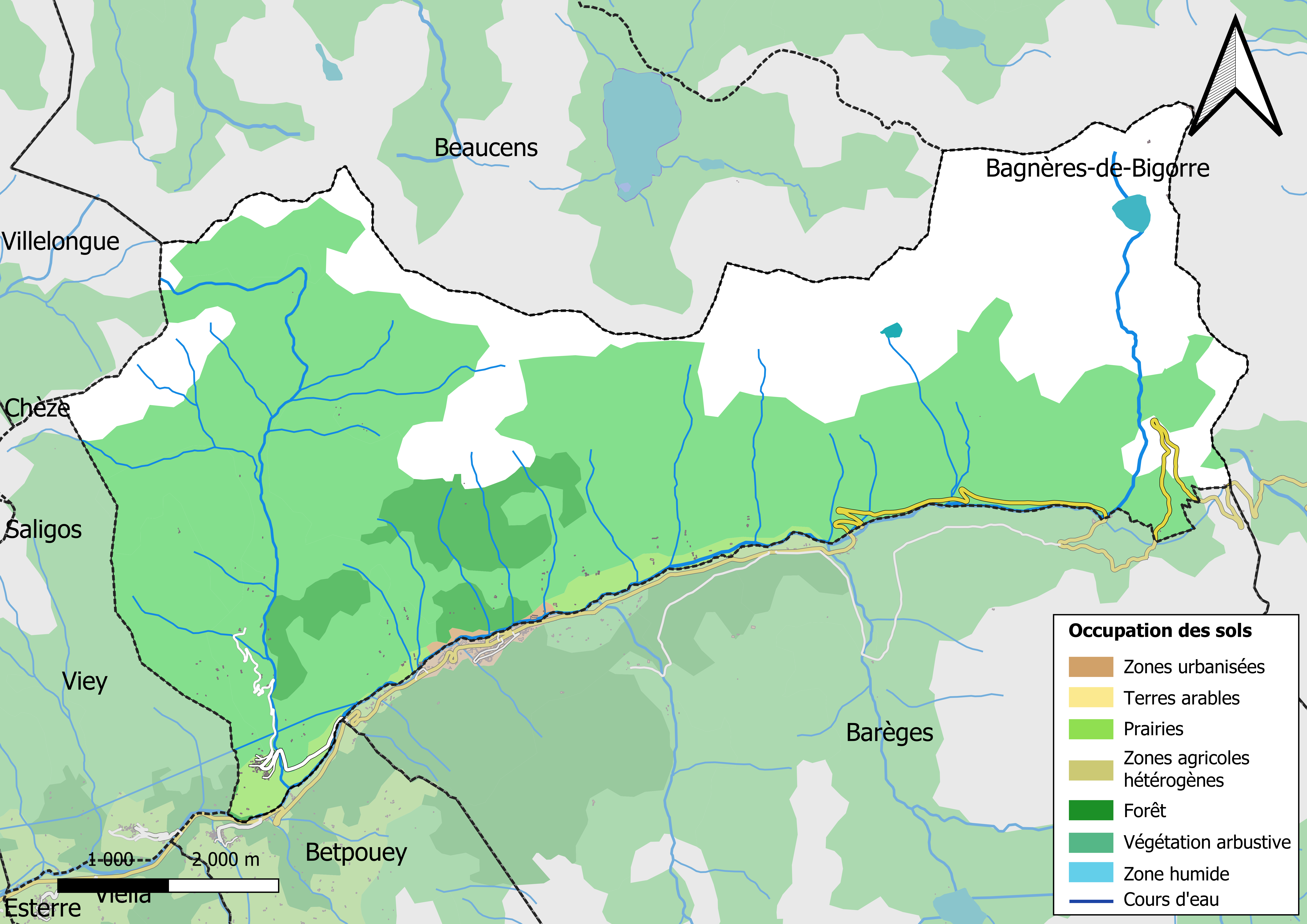
Kaart van de gemeente met belangrijkste infrastructuur, bodemgebruik en omliggende gemeenten

## Demografie
Onderstaande figuur toont het verloop van het inwonertal (bron: INSEE-tellingen).